# Малін-Хед
55°23′00″ пн. ш. 7°22′00″ зх. д. / 55.38333° пн. ш. 7.36667° зх. д.
Малін-Хед або Малін Гед (англ. Malin Head), ірл. Cionn Mhálanna) — мис на узбережжі Атлантичного океану, найпівнічніша точка острову Ірландія, розташована в містечку Ардмалін на півострові Інішоуен у північній частині ірландського графства Донегол. Це приблизно за 16 км (10 миль) на північ від села Малін. Острів Ініштрагалл знаходиться далі на північ, приблизно в 10 км (6 милях) на північний схід від мису. Малін Хед дає назву морському району Малін. На мисі є метеостанція, яка є однією з 22 таких станцій, репортажі яких транслюються в рамках BBC Shipping Forecast. Вежа, побудована в 1805 році, розташована на Альтнадарроу, також відома серед тамтешнього населення як Баштовий пагорб.

## Галерея

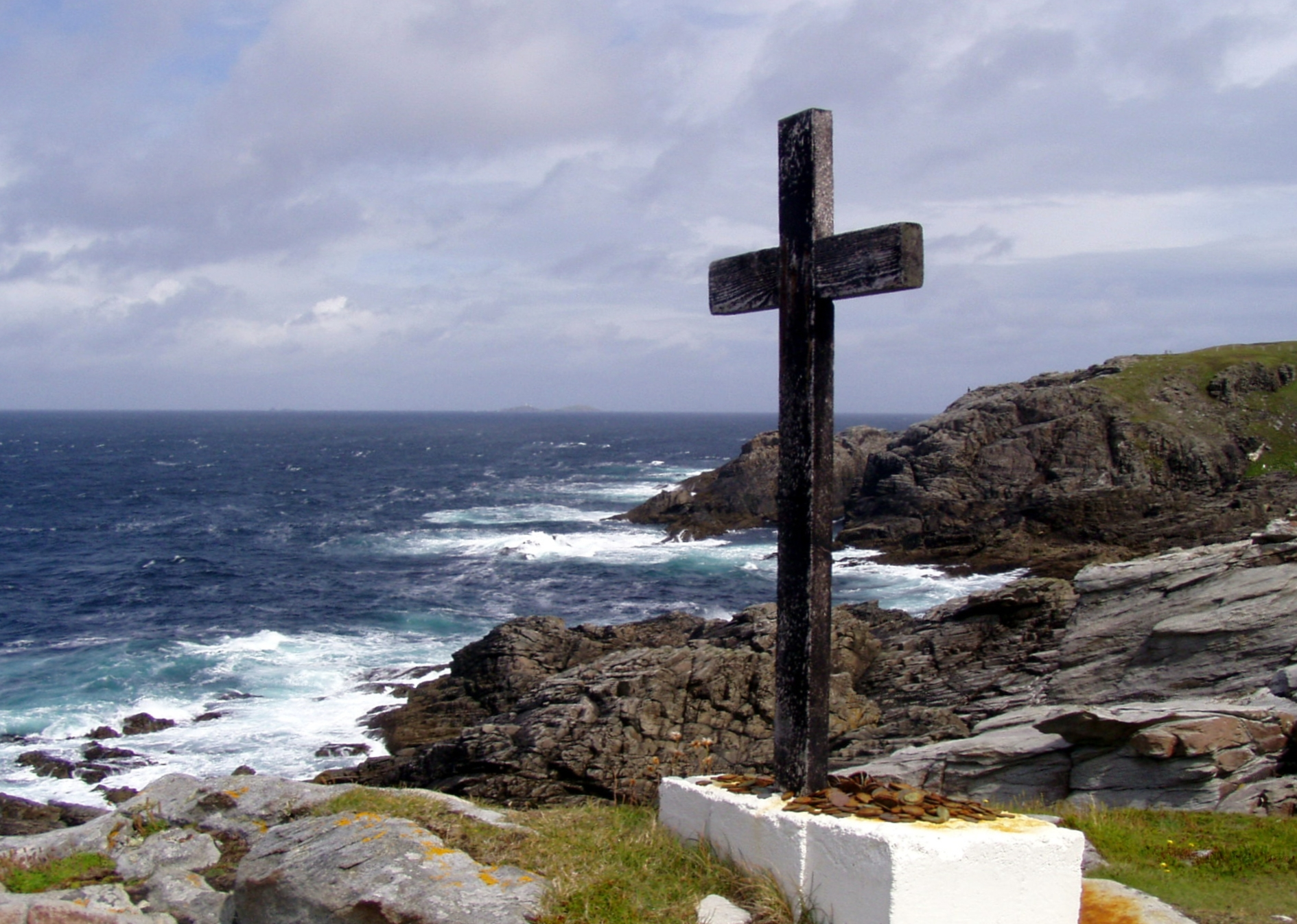
Хрест на мисі Малін-Хед
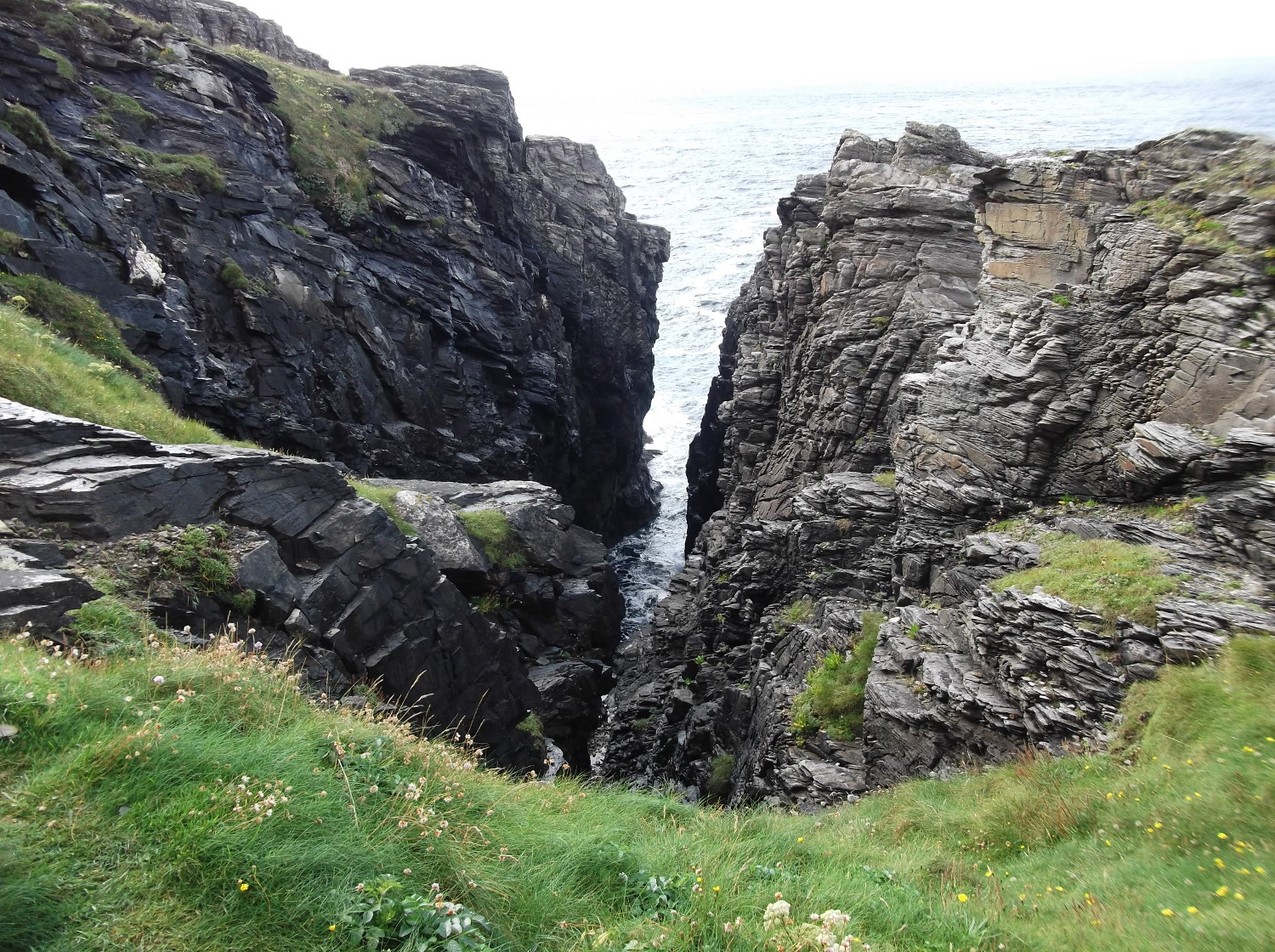
Пекельна діра
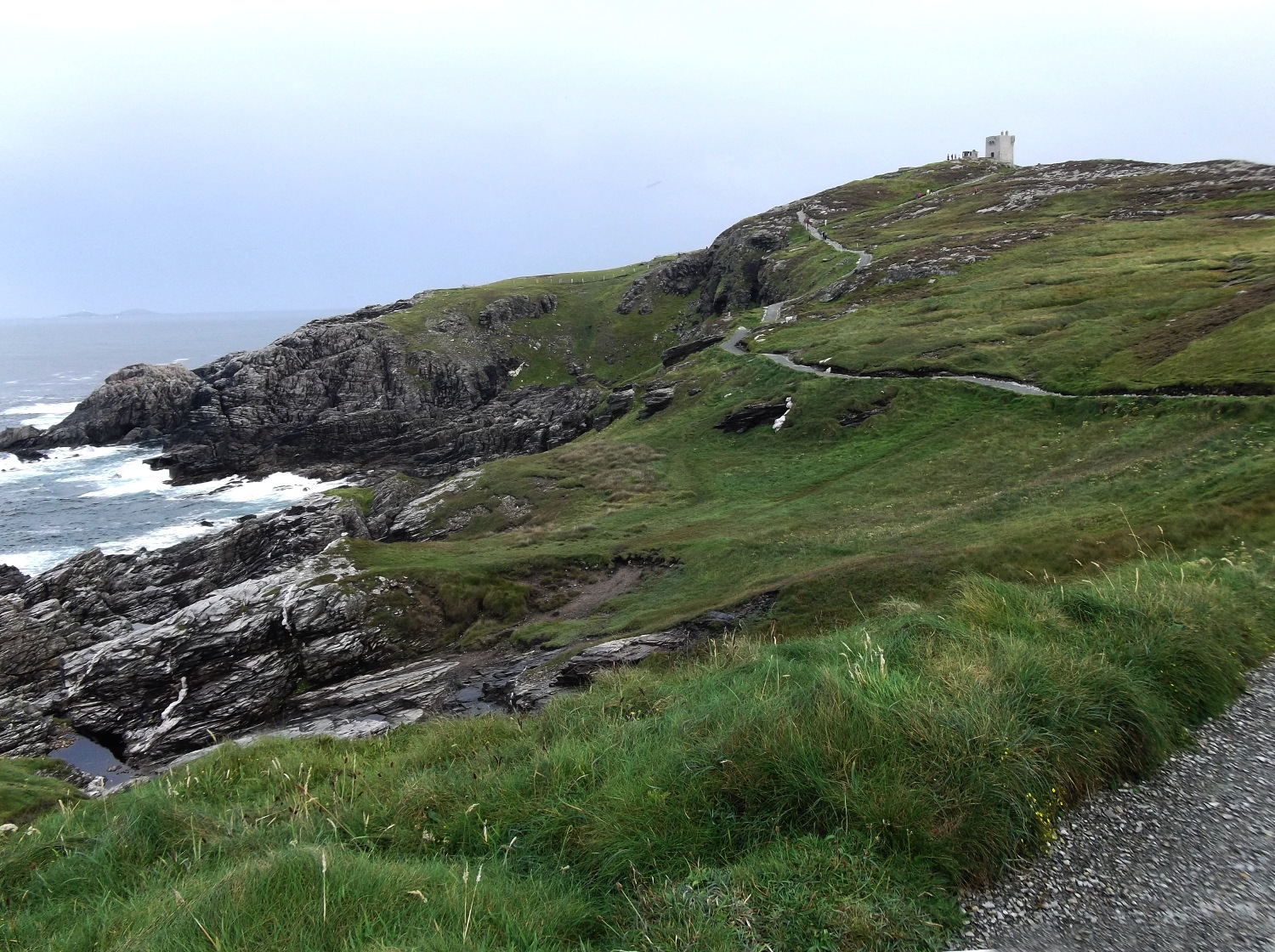
Берегова лінія Малін-Хед, на краєвидом на північ
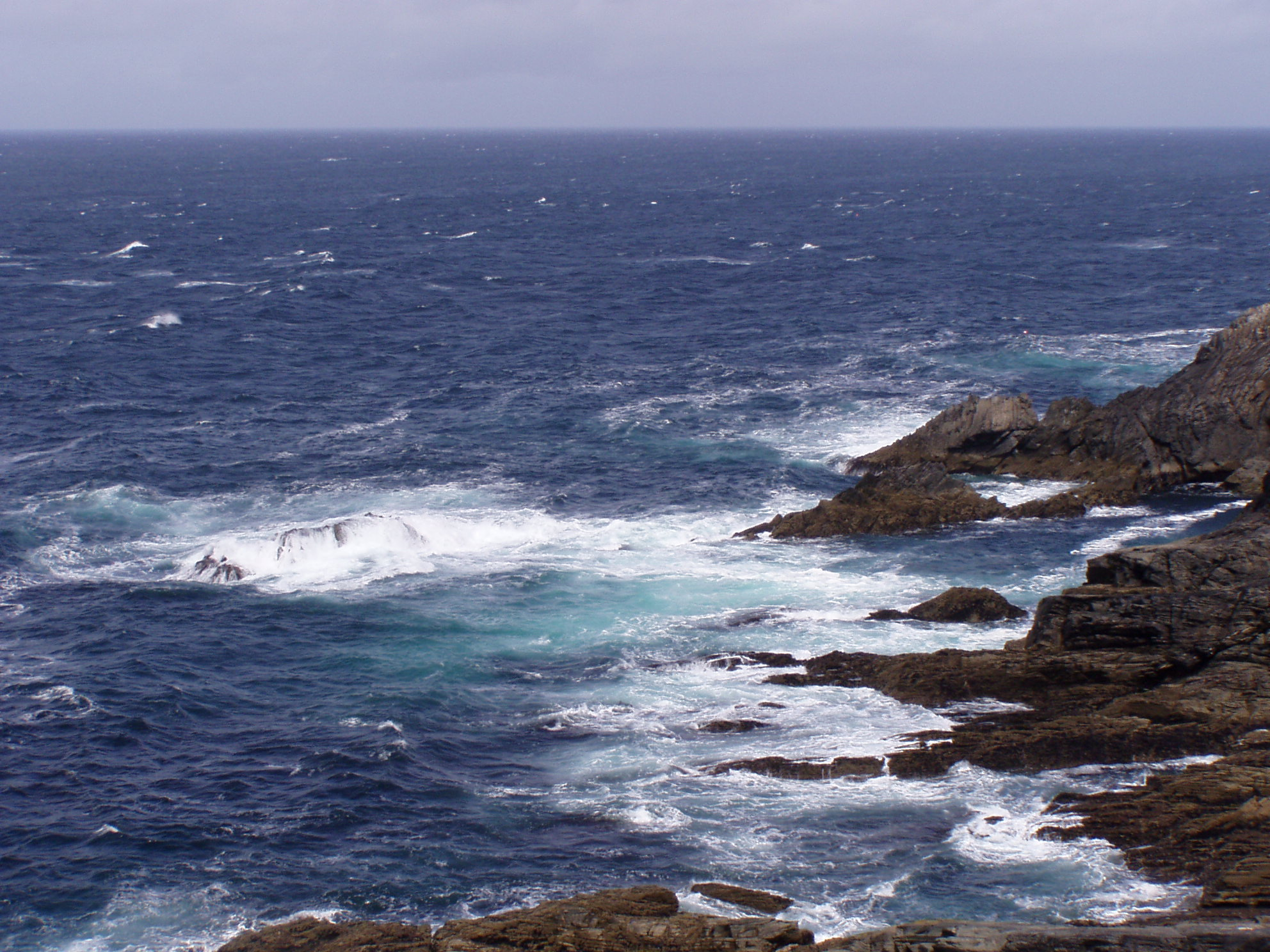
Вид на нерівне узбережжя навколо Хеда
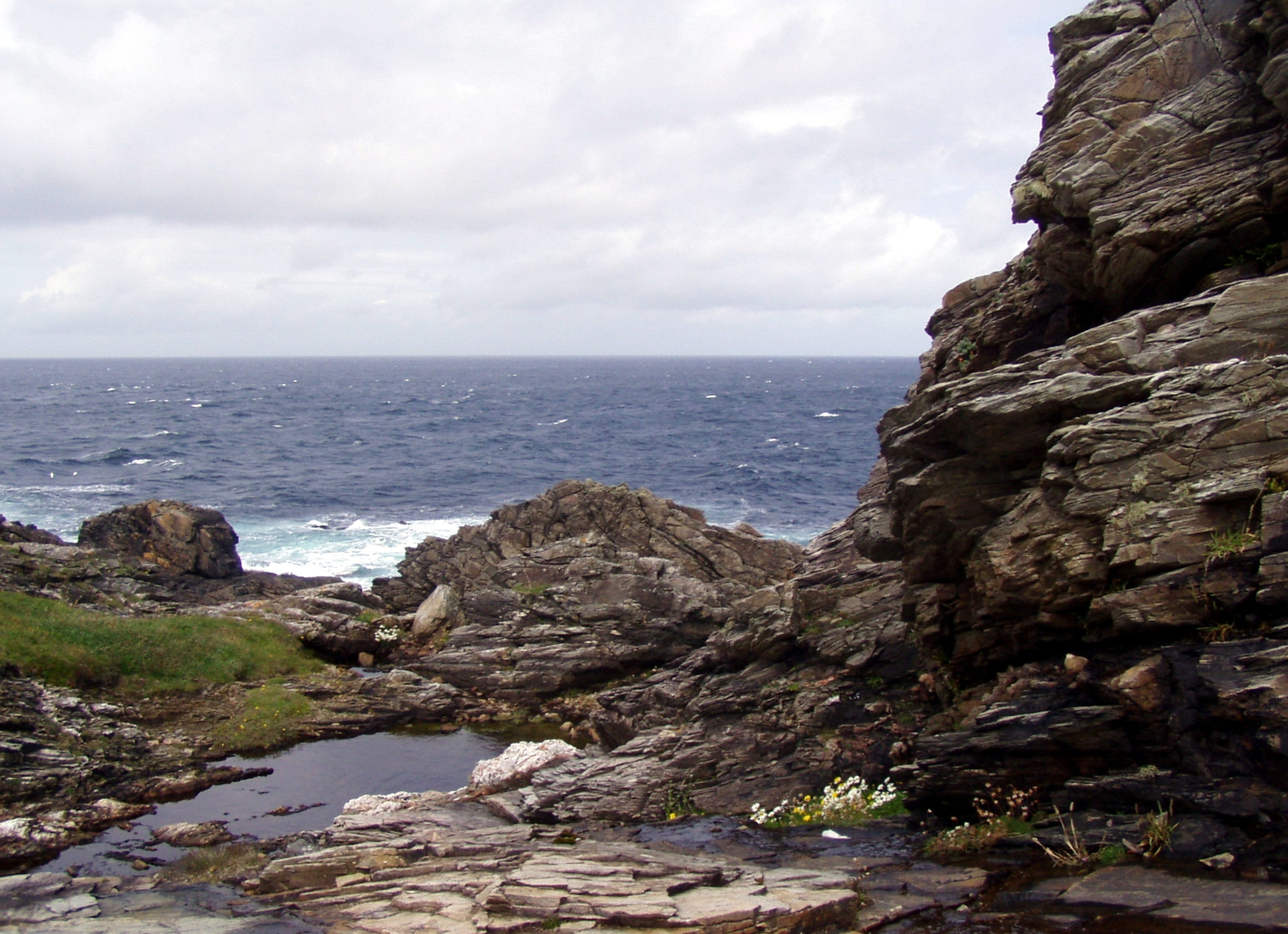
Відлив під скелями в Малін-Хед.